# فرودگاه آدانا
فرودگاه آدانا یا فرودگاه شاکیرپاشا آدانا (ترکی استانبولی: Adana Şakirpaşa Havalimanı) (یاتا: ADA، ایکائو: LTAF) فرودگاهی بین‌المللی است که در شهر آدانا واقع در ترکیه قرار دارد. اکنون (ژوئن ۲۰۱۶) از این فرودگاه ۴۳۳ پرواز هفتگی در ۲۲ مسیر انجام می‌شود و این شهر را به ۸ شهر دیگر در ترکیه، ۱۰ شهر در آلمان، ۳ شهر در خاورمیانه و جمهوری ترک قبرس شمالی متصل می‌کند.
در سال ۲۰۱۵ میلادی، فرودگاه آدنا با جابه‌جایی ۵٫۴ میلیون مسافر، ششمین فرودگاه پررفت‌وآمد در ترکیه براساس میزان جابه‌جایی مسافر بوده‌است. همچنین این فرودگاه ۷۷مین فرودگاه پررفت‌وآمد اروپا محسوب می‌شود.
این فرودگاه در سال ۱۹۳۷ میلادی، برای خدمات غیرنظامی و نظامی افتتاح شد؛ خدمات غیرنظامی این فرودگاه، از سال ۱۹۵۶ میلادی، آغاز گردید.

## شرکت‌های هواپیمایی و مقصدهای پروزای
| شرکت‌های هواپیمایی                  | مقصدهای پروازی |
| ---------------------------------- | --- |
| اطلس گلوبال                        | فرودگاه بین‌المللی ارجان، فرودگاه بین‌المللی آتاترک |
| بوراجت                             | فرودگاه بین‌المللی رفیق حریری بیروت، فرودگاه برلین تگل، فرودگاه بین‌المللی ارجان، فرودگاه بین‌المللی اربیل، فرودگاه بین‌المللی صبیحه گوکچن، فرودگاه ترابزون                                                                                                  |
| فلای‌ناس                            | فرودگاه بین‌المللی ملک عبدالعزیز |
| جرمنیا                             | فصلی: فرودگاه برمن (آغاز از ۱۷ ژوئن ۲۰۱۶) |
| جرمن‌وینگز                          | فصلی: فرودگاه اشتوتگارت |
| انور ایر                           | فرودگاه بین‌المللی آتاترک |
| هواپیمایی پگاسوس                   | فرودگاه آنتالیا، فرودگاه میلاس-بودروم، فرودگاه بین‌المللی ارجان، فرودگاه بین‌المللی صبیحه گوکچن، فرودگاه عدنان مندرس، فرودگاه ترابزون، فرودگاه فرید ملن |
| سان اکسپرس                         | فرودگاه آنتالیا، فرودگاه بین‌المللی ارجان، فرودگاه بین‌المللی دوسلدورف، فرودگاه بین‌المللی فرانکفورت، فرودگاه هانوفر-لانگنهاگن، فرودگاه بین‌المللی صبیحه گوکچن، فرودگاه عدنان مندرس، فرودگاه اشتوتگارت، فصلی: فرودگاه کلن بن، فرودگاه مونیخ، فرودگاه نورمبرگ |
| ترکیش ایرلاینز                     | فرودگاه بین‌المللی ارجان، فرودگاه بین‌المللی آتاترک فصلی: فرودگاه برلین تگل، فرودگاه بین‌المللی دوسلدورف، فرودگاه بین‌المللی فرانکفورت، فرودگاه هامبورگ، فرودگاه بین‌المللی کویت، فرودگاه اشتوتگارت                                                           |
| ترکیش ایرلاینز اجرا توسط آنادولوجت | فرودگاه بین‌المللی اسن‌بوغا، فرودگاه بین‌المللی صبیحه گوکچن |

## شرکت‌های هواپیمایی و مقصدهای پروازی
| شرکت‌های هواپیمایی                  | مقصدهای پروازی                                                                                          |
| ---------------------------------- | --- |
| اطلس گلوبال                        | آتاترک، ارجان، رفیق حریری بیروت فصلی: امام خمینی                                                        |
| فلای‌ناس                            | ملک عبدالعزیز                                                                                           |
| جرمنیا                             | فصلی: مانستر اوسنابروک                                                                                  |
| انور ایر                           | آتاترک، نورنبرگ چارتر فصلی: امام خمینی                                                                  |
| پگاسوس ایرلاینز                    | آنتالیا، صبیحه گوکچن، عدنان مندرس، ارجان، ترابزون، فرید ملن فصلی: کلن بن، شهید دستغیب شیراز، امام خمینی |
| سان اکسپرس                         | آنتالیا، دوسلدورف، فرانکفورت، هانوفر، عدنان مندرس، اشتوتگارت فصلی: کلن بن، مونیخ، امام خمینی            |
| تیلویند ایرلاینز                   | فصلی: شهید بهشتی اصفهان چارتر: امام خمینی                                                               |
| ترکیش ایرلاینز                     | آتاترک فصلی: برلین تگل، دوسلدورف، هامبورگ                                                               |
| ترکیش ایرلاینز اجرا توسط آنادولوجت | اسن‌بوغا، صبیحه گوکچن                                                                                    |
| وینگز آو لبنان                     | رفیق حریری بیروت                                                                                        |